# روونسکو پود تروسکامی
روونسکو پود تروسکامی (به چکی: Rovensko pod Troskami) یک منطقهٔ مسکونی و شهرستان دارای شهرک سابقاً روستا در جمهوری چک است که در ناحیه سمیلی واقع شده‌است. روونسکو پود تروسکامی ۱٬۲۸۶ نفر جمعیت دارد.